# يونايتد إكسبريس الرحلة 5925
يونايتد إكسبريس الرحلة 5925 طائرة بيتشكرافت 1900C كانت تحمل علي متنها 10 ركاب وطياران بدون مضيفات جويين في رحلة طيران من شيكاغو إلي كوينسي عبر برلنغتون في ليلة 19 نوفمبر 1996 وبينما كانت طائرة يونايتد إكسبريس تقترب للهبوط في مطار كوينسي المحلي علي المدرج 13 كانت طائرة بيتشكرافت 65-A90 كينغ إير كانت تحمل علي متنها مدرب طيران وطالبة تتعلم الطيران تستعد للإقلاع علي المدرج 4 وخلف طائرة بيتشكرافت 65-A90 كينغ إير كانت توجد طائرة بايبر بيه إيه-28 شيروكي كانت تحمل علي متنها مدرب طيران وطالب يتعلم الطيران تستعد للإقلاع بعد طائرة بيتشكرافت كينغ إير وكان مطار كوينسي المحلي بدون برج لمراقبة الحركة الجوية لإرشاد الطائرات وكان علي الطيارين أن يتبادلوا الاتصالات بينهما في المطارات بدون برج لمراقبة الحركة الجوية.

## الأحداث
بينما كانت طائرة يونايتد إكسبريس علي ارتفاع 1,000 قدم (300 متر) قام مدرب الطيران علي متن بايبر شيروكي بإتصال عبر الراديو لطائرتي يونايتد إكسبريس وبيتشكرافت كينغ إير قائلا بإنه مستعد ليعبر المدرج بعد إقلاع طائرة بيتشكرافت كينغ إير وفي نفس الوقت كان مقياس الإرتفاع علي متن طائرة يونايتد إكسبريس يقول 200 متر وإعتقد طاقم يونايتد إكسبريس بإن طائرة بيتشكرافت كينغ إير تنتظر حتي تهبط طائرة يونايتد إكسبريس وفي الحقيقة كانت تقلع علي المدرج 4 وكانت طائرة يونايتد إكسبريس تهبط بسرعة 194 كم/س وكانت طائرة بيتشكرافت كينغ إير تسرع بسرعة 185 كم/س وعندما كانت كلا الطائرتين في منتصف المدرج رأي الطاقم بعضهما وضغط كلا الطائرتين علي المكابح وتوجهت طائرة بيتشكرافت كينغ إير لليمين وطائرة يونايتد إكسبريس لليسار ولكن الوقت لم يكن مناسبا لتوقف كلا الطائرتين وأكد آثار المكابح للطائرتين علي المدرجين 13 و4 بإن الطاقم رأي بعضها وأصطدم الجناح الأيمن لطائرة يونايتد إكسبريس وبذيل وقمرة قيادة طائرة بيتشكرافت كينغ إير.

## بعد التصادم علي المدرج
بعد التصادم علي المدرج كان مدرب الطيران بول ووكر البالغ من العمر 40 عاما الذي كان ينتظر وصول طالبه ويتفقد طائرته في نفس وقت التصادم علي المدرج توجه نحو موقع التحطم لكلا الطائرتين ووصل في أقل من دقيقة ونصف وأفاد للمحققين لاحقا بإن جميع الركاب والطاقم علي متن طائرة يونايتد إكسبريس مازالوا أحياء وكان مساعد طيار لشركة يونايتد إكسبريس مايكل روي البالغ من العمر 24 عاما جاء لمساعدته علي المدرج وحاول كلا الإثنين فتح باب مقصورة الطائرة ولكن الباب لم يفتح وحاولا كثيرا ولكن لم ينجحوا وذهب مايكل روي لإحضار المساعدة وبقي بول ووكر يحاول فتح باب مقصورة الطائرة ولكن فشل بعد عدة محاولات وأخبر الكابتن بإنه سيذهب لإحضار المساعدة وفي الحقيقة أحتمي بول ووكر خلف سيارته لحمايته من انفجار خزانات الوقود وبعد دقيقة ونصف من التصادم أنفجرت كلا الطائرتين.

## طواقم قمرات القيادة

### طاقم قمرة قيادةيونايتد إكسبريسالرحلة 5925
- الكابتن كاثرين «كيت» جاثجي البالغة من العمر 30 عاما لديها خبرة طيران لشركة خاصة لمدة 11 عاما وطيارا ليونايتد إكسبريس 3 سنوات.
- المساعد أول دارين ماكومبس البالغ من العمر 24 عاما لديه خبرة طيران ليونايتد إكسبريس لسنة واحدة.

### طاقم قمرة قيادةبيتشكرافت كينغ إيررقم التسجيل:N1127D
- الكابتن نيل راينوالد البالغ من العمر 63 عاما لديه خبرة طيران مع القوات الجوية الأمريكية لمدة 9 سنوات وطيارا لمدة 27 عاما مع تي دبليو إيه ومدرب طيران للطائرات الصغيرة لمدة 3 سنوات.
- المساعد أول لورا بروكس البالغة من العمر 34 عاما إحدي طلاب نيل راينوالد وحلقت لمدة 3 أشهر بمجموع 1,462 ساعة طيران.

### طاقم قمرة قيادةبايبر بيه إيه-28 شيروكيرقم التسجيل:N7546J
- الكابتن لاري بيدفورد البالغ من العمر 50 عاما لديه خبرة طيران لمدة 27 عاما.
- المساعد أول لاري كينيستون البالغ من 34 عاما إحدي طلاب لاري بيدفورد حلق لمدة شهر ونصف بمجموع 1,065.5 ساعة طيران.

## تشريح الجثث
أظهر تشريح الجثث بإن طاقم طائرة بيتشكرافت كينغ إير مات نتيجة اصطدام كلا الطائرتين وأكد أيضا بإن جميع الركاب والطاقم ماتوا بسبب استنشاق الدخان وكانوا مازالوا أحياء حسب رواية بول ووكر.

## نتائج الحادث
بعد 7 أشهر ويومان من الحادثة في 1 يوليو 1997 أصدر المجلس الوطني لسلامة النقل تقريره النهائي مدعيا بإن أسباب الحادثة هي
- 1-خطأ طيار بيتشكرافت كينغ إير بسبب فشل رصد التردد المشترك وحركة المرور بشكل فعال وفشل الكابتن نيل راينوالد في عمليتي تحقق في تي دبليو إيه وفي مايو 1996 كان مدرب طيران في رحلة تدريب يدرب إحدي طلابه عندما هبطت الطائرة بدون عجلات وتسرعه في العودة للمنزل ليلة الحادثة.
- 2-فشل في الاتصالات بسبب قيام مدرب الطيران الكابتن لاري بيدفورد بإتصال عبر الراديو لطائرتي يونايتد إكسبريس وبيتشكرافت كينغ إير قائلا بإنه مستعد ليعبر المدرج بعد إقلاع طائرة بيتشكرافت كينغ إير في نفس الوقت الذي كان مقياس الإرتفاع علي متن طائرة يونايتد إكسبريس يقول 200 متر وإعتقد طاقم يونايتد إكسبريس بإن طائرة بيتشكرافت كينغ إير تنتظر حتي تهبط طائرة يونايتد إكسبريس وفي الحقيقة كانت تقلع علي المدرج 4.
- 3-عدم وجود معدات كافية لإنقاذ وإطفاء الحرائق في المطارات وترك ثلاث طيارين وهم بول ووكر ومايكل روي ولاري بيدفورد يحاولون فتح باب مقصورة الطائرة العالق كعامل في ارتفاع في معدل الوفيات
- 4-خطأ تصميم طائرة بيتشكرافت كينغ إير بسبب الأعمدة السوداء الذي يثبت زجاجات قمرة القيادة مما أدي لعدم رؤية طائرة يونايتد إكسبريس الإ عند منتصف المدرج

## باب المقصورة العالق وسببه وطرق للنجاة
باب المقصورة في الطائرات الإقليمية بها مقبض يتحكم بفتح وقفل 12 قفلا دائريا علي الجانبين آي 6 علي كل جانب مما يؤدي لفتح وقفل الباب وإذا كان المقبض علي وضعية الساعة 12 تقفل الأبواب وإذا كان المقبض علي وضعية الساعة 6 تفتح الأبواب وحسب شهادة بول ووكر كان مقبض الباب علي وضعية الساعة 6 آي قبل بول ووكر لطائرة يونايتد إكسبريس المشتعلة كان المساعد أول دارين ماكومبس جعل وضعية مقبض الباب من الساعة 12 إلي 6 ويمكن فتح الأبواب بسهولة وسبب علق باب المقصورة بسبب تراخي السلك بسبب صيانات يونايتد إكسبريس وكان هناك طريقة للنجاة وكان يوجد بابين للطؤاري علي الجناح الأيمن وباب واحد للطؤاري علي الجناح الأيسر ونسي الركاب والطاقم أمر أبواب الطؤاري وعندما فشل في فتح أبواب المقصورة حاول المساعد أول دارين ماكومبس فتح أحد أبواب الطؤاري علي الجناح الأيمن ولكنه وقع علي الأرض نتيجة استنشاق الدخان.

## النتائج
أستمر بول ووكر أحد أصدقاء الكابتن كاثرين «كيت» جاثجي عمله كمدرب طيران حتي تقاعده وأستمر لاري بيدفورد عمله كمدرب طيران حتي تقاعده وأستمر مايكل روي عمله ليونايتد إكسبريس حتي اليوم وبعد 8 سنوات من الكارثة في عام 2004 ترقي لرتبة كابتن ولكن الثلاثة يطاردهم الذنب حول ترك الركاب والطاقم يموتون علي متن طائرة يونايتد إكسبريس وعائلة نيل راينوالد عارضت نتائج المجلس الوطني لسلامة النقل حول الحادثة ومازال الكارثة حتي اليوم أسوء تصادم علي مدارج المطارات في قارة أمريكا الشمالية.